# Le Dernier Empereur
« The Last Emperor » redirige ici. Pour le rappeur, voir The Last Emperor (rappeur).
Pour plus de détails, voir Fiche technique et Distribution.
Le Dernier Empereur (L'ultimo imperatore en italien et The Last Emperor en anglais) est un film britanno-italo-franco-chinois réalisé par Bernardo Bertolucci et sorti en 1987.

## Synopsis

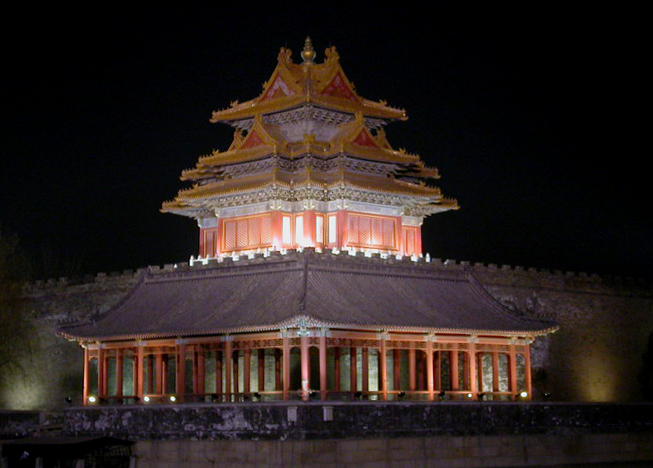
Tour nord-est de la Cité interdite.

Le film raconte la vie de Puyi, dernier empereur de Chine, de son accession au trône à l'âge de deux ans en 1908, à sa mort en 1967.
En 1950, un train en provenance d'URSS arrive dans une gare chinoise. Les passagers qui en descendent, traités comme des prisonniers, sont rapidement escortés par des militaires jusque dans le hall. L'un des passagers, triste et abattu, attire aussitôt l'attention des autres voyageurs qui le reconnaissent en la personne de leur ancien empereur déchu, Puyi. Celui-ci se rend discrètement aux toilettes, et tente de se suicider en se taillant les veines. Il se remémore alors sa jeunesse.
En 1908, sur l'ordre de l'impératrice douairière Cixi sur le point de mourir, Puyi, son neveu, un enfant mandchou de deux ans, est enlevé à sa mère afin de devenir le nouvel empereur de la dynastie Qing. Quatre ans après son accession au trône, la république de Chine est proclamée en 1912 par Sun Yat-Sen. L'ex-empereur est autorisé à conserver son titre qui n'est désormais plus qu'un symbole, uniquement dans la Cité interdite, immense palais impérial au cœur de Pékin, dans lequel il est assigné à résidence. Il grandit dans son ancien palais, ignorant tout du monde extérieur « de l'autre côté des murs », entouré de ses courtisans. Rejoint par son jeune frère Pujie, l'enfant, puis adolescent reçoit une éducation occidentale par un précepteur écossais, Reginald Johnston (Peter O'Toole), grand littéraire qui deviendra plus tard historien de la dernière dynastie chinoise par un célèbre ouvrage Crépuscule dans la Cité interdite. En 1915, il voit passer Yuan Shikai, qui tente de rétablir la monarchie impériale à son profit. Néanmoins les conditions de vie de Puyi restent les mêmes pour quelque temps.
Dans la Cité, les eunuques sont chargés de la gestion des denrées et des biens, ce qui leur permet de s'enrichir fortement. Tout changement que veut apporter l'empereur à cet état de fait se heurte à l'immobilisme de ses derniers sujets. Petit à petit, Puyi reprend du pouvoir : il obtient une paire de lunettes pour lui éviter la perte de la vue, nomme un nouveau chambellan recommandé par Johnston, se marie deux fois, sa première épouse Wan Rong est l'impératrice, l'autre Wen Xiu est son épouse secondaire. Lorsqu'il souhaite enquêter sur le trafic organisé par les eunuques à l'intérieur de sa résidence, les magasins sont incendiés et détruits. L'empereur fait alors appel à l'armée républicaine pour chasser tous les eunuques de la Cité.
En 1924, lors du coup de Pékin, le Guominjun de Feng Yuxiang expulse Puyi et la famille impériale de la Cité interdite, tout en prenant le contrôle de la ville. L'année suivante, Tchang Kaï-chek prend le pouvoir à la suite de la mort de Sun Yat-Sen. Nankin devient provisoirement la capitale de la Chine en 1927. Puyi, qui n'a jamais connu le monde hors des murs de la Cité interdite, mène pendant plusieurs années une vie mondaine dans l'enclave japonaise de Tianjin, accompagné de l'impératrice et de son épouse secondaire, en fréquentant les salons de la haute société américaine et britannique. Lui et sa première femme souhaitent partir en Occident. Son épouse secondaire souhaite divorcer et finit par s'enfuir, tandis que Yoshiko Kawashima, une cousine de l'empereur, parvient à le convaincre de se lier plutôt aux Japonais.
En 1932, les Japonais placent Puyi sur le trône du Mandchoukouo, dans une situation politique d'empereur « fantoche ». L'impératrice sombre dans la drogue, et se détache progressivement de lui. Son frère est envoyé au Japon dans une école militaire et se marie avec Hiro Saga, une Japonaise. Le Japon d'Hiro Hito envisage de conquérir le pays pour en extraire toutes les richesses minières et de s'en servir comme le point de départ pour conquérir une grande partie de l'Asie jusqu'aux Indes, au grand dam de Tchang Kaï-chek. Naïf, Puyi constate trop tard, lors du retour d'un voyage au Japon, qu'il n'est plus qu'un pantin dans les plans de conquête japonais, et est sous la surveillance constante de Masahiko Amakasu. Elle finit par être enceinte par une liaison extraconjugale. Puyi tente de défier les Japonais en annonçant qu'il va avoir un héritier. Amakasu lui déclare qu'il sait qu'il n'est pas le père biologique et que le père est le chauffeur du couple. Le chauffeur est assassiné peu de temps après. Lors de l'accouchement de l'impératrice, l'enfant est vivant, le médecin lui fait une injection. Les Japonais annoncent à Puyi que l'enfant est « mort-né » et que l'impératrice doit se reposer. Elle est emmenée sous escorte hors du palais. Puyi est ainsi coupé de toute sa famille par des alliés, qui sont désormais plus des geôliers.
En 1945, lors de la capitulation du Japon, durant l'évacuation du Mandchoukouo, Amakasu se suicide dans son bureau d'une balle dans la tête avec son pistolet. Les conseillers de Puyi lui disent de fuir vers le Japon, pour qu'il puisse se rendre aux Américains. L'impératrice, dans un état de santé très altéré, entre dans le palais. Puyi sidéré, l'observe cracher sur les Japonais sur son passage, se rendre dans le bureau d'Amakasu et cracher sur son cadavre. Alors qu'ils sont dans l'avion prêt à décoller, les parachutistes soviétiques bloquent l'appareil et les arrêtent. En 1950, il est remis aux autorités chinoises, puis interné en « prison de rééducation » par le gouvernement communiste, dans laquelle il doit confesser ses fautes et faire son autocritique, surveillé de près par le chef de la prison, dans laquelle il retrouve son frère et ses anciens ministres. En 1959, après près de dix ans d'internement, il est libéré et devient jardinier. Durant la révolution culturelle, il voit l'ancien chef de la prison subissant une séance de lutte par les gardes rouges. Il tente de le défendre mais est menacé et repoussé par les gardes.
Il visite la Cité interdite, devenu un musée. Alors qu'il passe le cordon de sécurité pour se rendre sur le trône, il est interpellé par le jeune fils du gardien des lieux, désormais un des rares habitants de la cité. Il retrouve la boîte à grillon qu'un mandarin lui avait offerte lors de son couronnement et l'offre à son tour au garçon. Vingt ans plus tard, en 1987, une guide menant son groupe de touristes au sein de la Cité interdite rappelle que l'ancien empereur est décédé en 1967 à 61 ans.

## Fiche technique
- Titre original italien : L'ultimo imperatore
- Titre original anglais : The Last Emperor
- Titre français : Le Dernier Empereur
- Réalisation : Bernardo Bertolucci
- Scénario : B. Bertolucci, Mark Peploe, Enzo Ungari, d'après l'autobiographie de Puyi
- Musique : Cong Su, Ryuichi Sakamoto, David Byrne
- Décors : Fernandino Scarfiotti
- Calligraphies : Bao Jingxian
- Photographie : Vittorio Storaro
- Costumes : James Acheson
- Montage : Gabriella Cristiani
- Production : Jeremy Thomas
- Société de distribution : Columbia Pictures
- Budget : 23 800 000 $
- Pays de production :  Royaume-Uni,  Italie,  France et  République populaire de Chine
- Langues originales : anglais, chinois mandarin, japonais, russe
- Format : couleur (Technovision Technicolor) - 2,35:1 - 35 mm - son Dolby stéréo
- Genre : drame historique et biographique
- Durée : 163 minutes (version cinéma) / 219 minutes (version longue télévisée)
- Dates de sortie :
  - Italie : 4 octobre 1987
  - France : 25 novembre 1987
  - États-Unis : 18 décembre 1987

## Distribution
- John Lone (VF : Guy Chapellier) : l'empereur Puyi
  - Richard Vuu (VF : Alexandra Garijo) : Puyi à 3 ans
  - Tijger Tsou (VF : Emmanuel Garijo) : Puyi à 8 ans
  - Wu Tao (VF : Damien Boisseau) : Puyi à 15 ans
- Joan Chen (VF : Sabine Haudepin) : Wan Rong, épouse de l'empereur
- Peter O'Toole (VF : Bernard Dhéran) : le précepteur Reginald Johnston
- Ruocheng Ying (VF : Yves Massard) : le gouverneur
- Henry O (en) : le grand chambellan
- Wu Jun Mei (VF : Kelvine Dumour) : Wen Xiu, seconde épouse de l'empereur
- Victor Wong : Chen Pao-Shen
- Ric Young (VF : Jean-Pierre Leroux) : l'interrogateur
- Dennis Dun : Big Li
- Ryuichi Sakamoto : Masahiko Amakasu
- Maggie Han : Joyau d'Orient (VO : Joyau de l'Est) (Yoshiko Kawashima)
- Cary-Hiroyuki Tagawa : Chang
- Jade Go : Ar Mo
- Fumihiko Ikeda : le colonel Yoshioka
- Fan Guang : Pujie adulte
  - Henry Kyi (VF : François Carlier) : Pujie à 7 ans
  - Alvin Riley III : Pujie à 14 ans
- Lisa Lu : l'impératrice douairière Cixi
- Hideo Takamatsu : le général Takashi Hishikari
- Hajime Tachibana : le traducteur japonais
- Basil Pao : le 2e prince Chun, père de Puyi

## Distinctions

### Récompenses
- David di Donatello 1988 :
  - Meilleur film
  - Meilleure réalisation
  - Meilleur producteur
  - Meilleur second rôle masculin
  - Meilleur scénario
  - Meilleure photographie
  - Meilleurs décors
  - Meilleurs costumes
  - Meilleur montage
- Nastro d'argento 1988 :
  - Meilleurs décors pour Ferdinando Scarfiotti
  - Meilleur montage pour Gabriella Cristiani
- César 1988 : meilleur film étranger
- Golden Globes 1988 :
  - Meilleur film dramatique
  - Meilleur réalisateur
  - Meilleure musique
- Oscars 1988 (le film a remporté la totalité des 9 catégories dans lesquelles il concourait[3]) : 
  - Meilleur film
  - Meilleur réalisateur
  - Meilleur scénario adapté
  - Meilleurs décors
  - Meilleurs costumes
  - Meilleure photographie
  - Meilleur montage
  - Meilleur son
  - Meilleure musique
- BAFTA 1989 : 
  - Meilleur film pour Jeremy Thomas et Bernardo Bertolucci
  - Meilleurs costumes pour James Acheson
  - Meilleur maquillage pour Fabrizio Sforza
- Nikkan Sports Film Award 1988 : meilleur film étranger
- Meilleure photographie dans un long métrage de cinéma 1988 de la British Society of Cinematographers pour Vittorio Storaro

### Nominations
- David di Donatello 1988 : meilleure actrice
- Golden Globes 1988 : meilleur acteur dans un drame
- César 1988 : meilleure affiche
- BAFTA 1989 : 
  - Meilleur réalisateur pour Bernardo Bertolucci
  - Meilleur acteur pour Peter O'Toole
  - Meilleure musique originale pour Ryūichi Sakamoto, Cong Su et David Byrne
  - Meilleure cinématographie pour Vittorio Storaro
  - Meilleure direction artistique pour Ferdinando Scarfiotti
  - Meilleur montage pour Gabriella Cristiani
  - Meilleur son pour Ivan Sharrock, Bill Rowe et Les Wiggins
  - Meilleurs effets spéciaux pour Giannetto De Rossi et Fabrizio Martinelli

## Analyse

### Différences avec la réalité historique

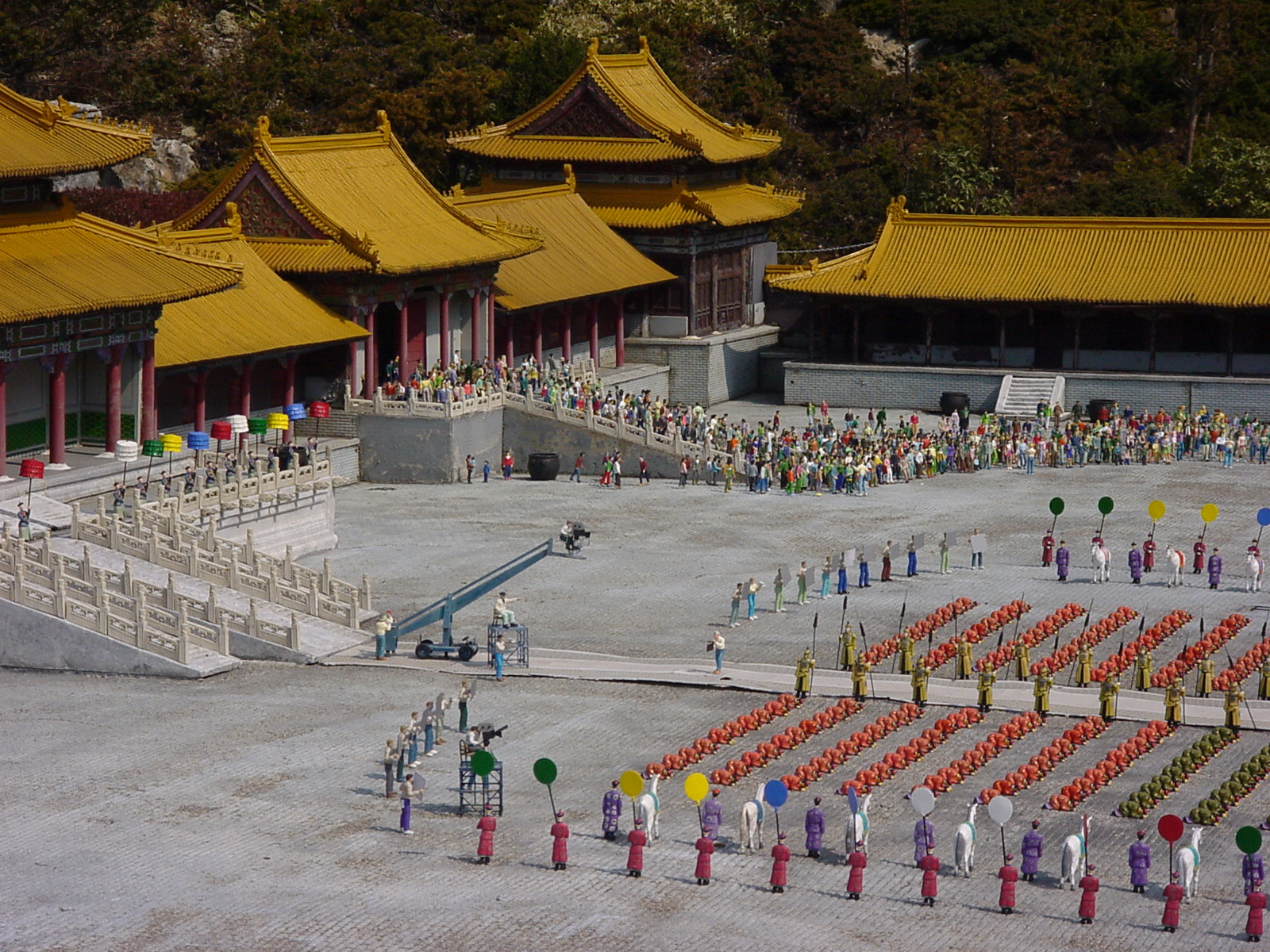
Scène de tournage du film dans un décor au Tobu World Square reproduisant la Cité interdite.

Si le film se calque au maximum sur l'histoire réelle de Puyi, il contient quelques libertés par rapport à celle-ci :
- Puyi a été couronné à l'âge de deux ans, et non à trois ans ;
- C'est en 1912 (fin de l'Empire) que les fonctions des eunuques à la Cité interdite ont été abolies – le film présente ce fait comme postérieur à la fin de l'Empire ;
- Yoshiko Kawashima n'est pas la maitresse de Masahiko Amakasu, comme suggéré dans le film, mais celle de Hayao Tada, général conseiller en chef des questions militaires auprès de Puyi ;
- Masahiko Amakasu ne se suicide pas par balle, mais avec du poison ;
- Le film n'aborde ni la restauration mandchoue de 1917, ni le rôle de Zaifeng (père de Puyi), qui a été beaucoup plus important.

## Autour du film
C'est la première œuvre occidentale à avoir reçu la pleine et entière collaboration des autorités chinoises depuis 1949, et aussi le premier film occidental à avoir été tourné dans la Cité interdite. Une partie du film a également été tournée dans les studios de Cinecittà à Rome.
Récompensé par neuf Oscars en 1988, dont ceux des « meilleur film » et « meilleur réalisateur », du César du meilleur film étranger, avec 19 000 figurants, 9 000 costumes et 300 techniciens italiens, britanniques et chinois, le film a nécessité plus de six mois de tournage. Le Dernier Empereur reste l'une des plus grandes fresques jamais réalisées au cinéma.

### Version longue
Le film est surtout connu dans sa version d'exploitation de 163 minutes, celle récompensée sur la scène internationale. Pourtant le projet devait au départ aboutir à un téléfilm en plusieurs épisodes. En effet, le cinéaste avait été requis pour fournir une version télévisée de quatre heures dans le cadre de son accord initial. Cette version comprenant quatre épisodes de 50 minutes fut diffusée à la télévision avant de sortir en DVD en France en 2003 au format 4/3 pour une durée de 219 minutes. Parmi les nouveaux éléments, se retrouvent notamment :
- plusieurs prolongements de scènes et nouvelles scènes lorsque Pu Yi gouverne le Manchukuo en tant que souverain fantoche ;
- la réintégration des scènes d'un personnage totalement coupé dans la première version d'exploitation : le fournisseur d'opium nommé Ministre de la Défense à la demande des Japonais ;
- de nouvelles scènes dans la prison soulignant combien Pu Yi est incapable de s'occuper seul de lui sans ses serviteurs.

Le distributeur japonais demanda à Bernardo Bertolucci de supprimer un segment qui faisait référence au massacre de Nankin, un des pires crimes de guerre commis par l'armée japonaise dans la capitale provisoire chinoise de Nankin et que le Japon refuse de reconnaître, ce qui fait l'objet d'un litige avec la Chine. Ce segment fut réinséré ultérieurement après les vives plaintes du réalisateur.